# Сарваш, Габор

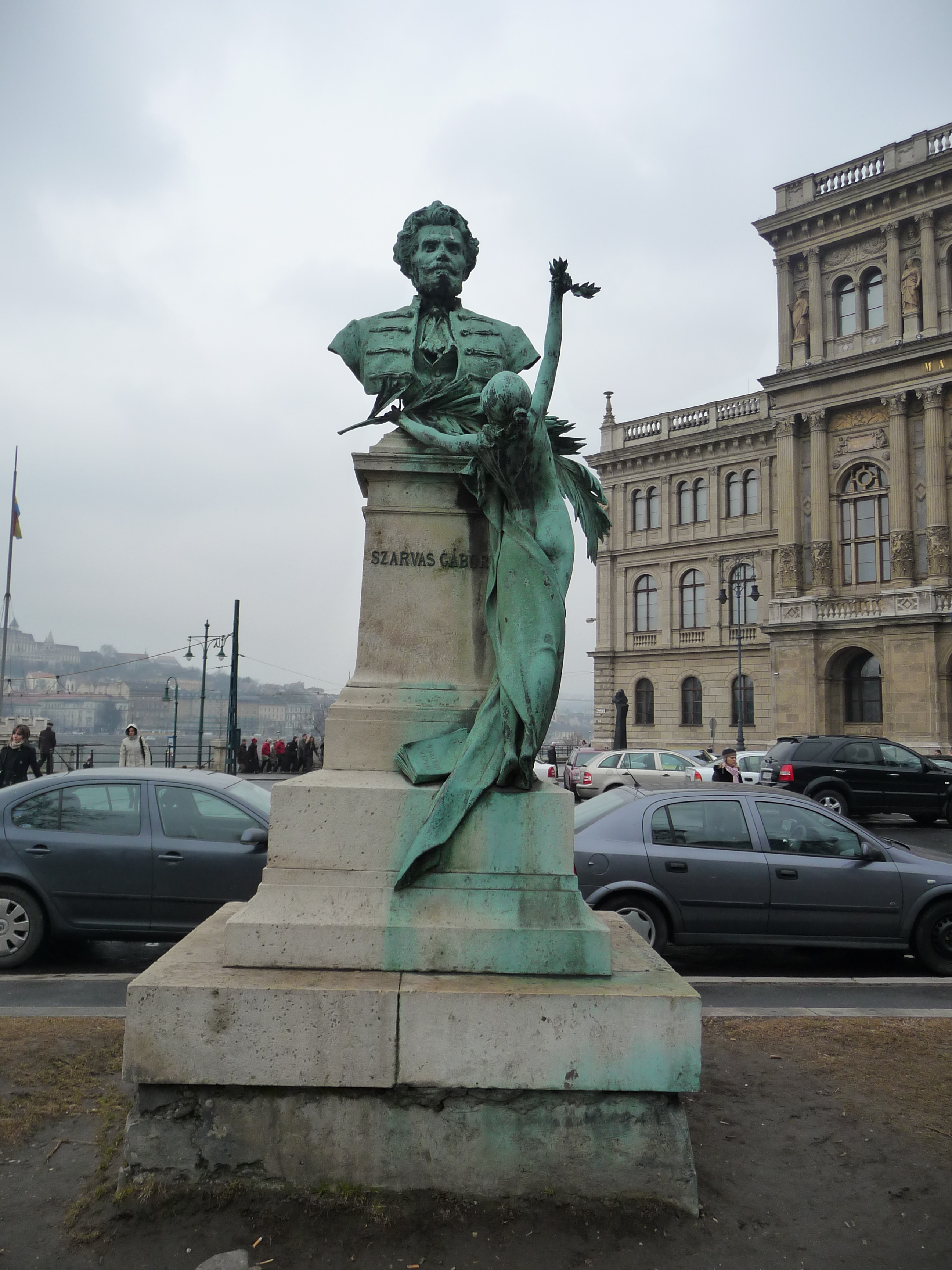
Памятник Габору Сарвашу в Будапеште

Габор Сарваш (венг. Gábor Szarvas; 2 марта 1832, Ада, Австрийская империя (ныне Севернобанатский округ, автономного края Воеводина Сербии) — 12 октября 1895, Будапешт, Австро-Венгрия) — венгерский лингвист и педагог. Инициатор создания венгерского языкового образования.

## Биография
В молодости поступил в орден бенедиктинцев. Вскоре оставил орден и стал изучать право, но из-за болезни вынужден был прекратить занятия.
Учительствовал в Эгере с 1858 г., в Байе с 1860 г. и в Братиславе с 1861 по 1869 г. С 1869 по 1881 год — учитель гимназии в Пеште. В 1879 году ослеп, и в 1881 году ему пришлось уйти в отставку.
Основал журнал «Magyar Nyelvőr», посвящённый вопросам культуры речи. Был соавтором произведения «Magyar nyelvtörténeti szótár». Был членом-корреспондентом, членом и действительным членом Венгерской академии наук. Являлся членом Финно-угорского общества Хельсинки.
Награждён Гран-при Венгерской академии наук.
Похоронен на кладбище Керепеши.

## Избранные сочинения
- Magyartalanságok (Pest, 1867)
- A magyar igeidők (Pest, 1872)
- A nyelvújításról (Budapest, 1875)
- A régi magyar nyelv szótára (Budapest, 1886)
- Magyar nyelvtörténeti szótár (I—III., Bp., 1890—1893)